# Rajdowe Samochodowe Mistrzostwa Polski 2022

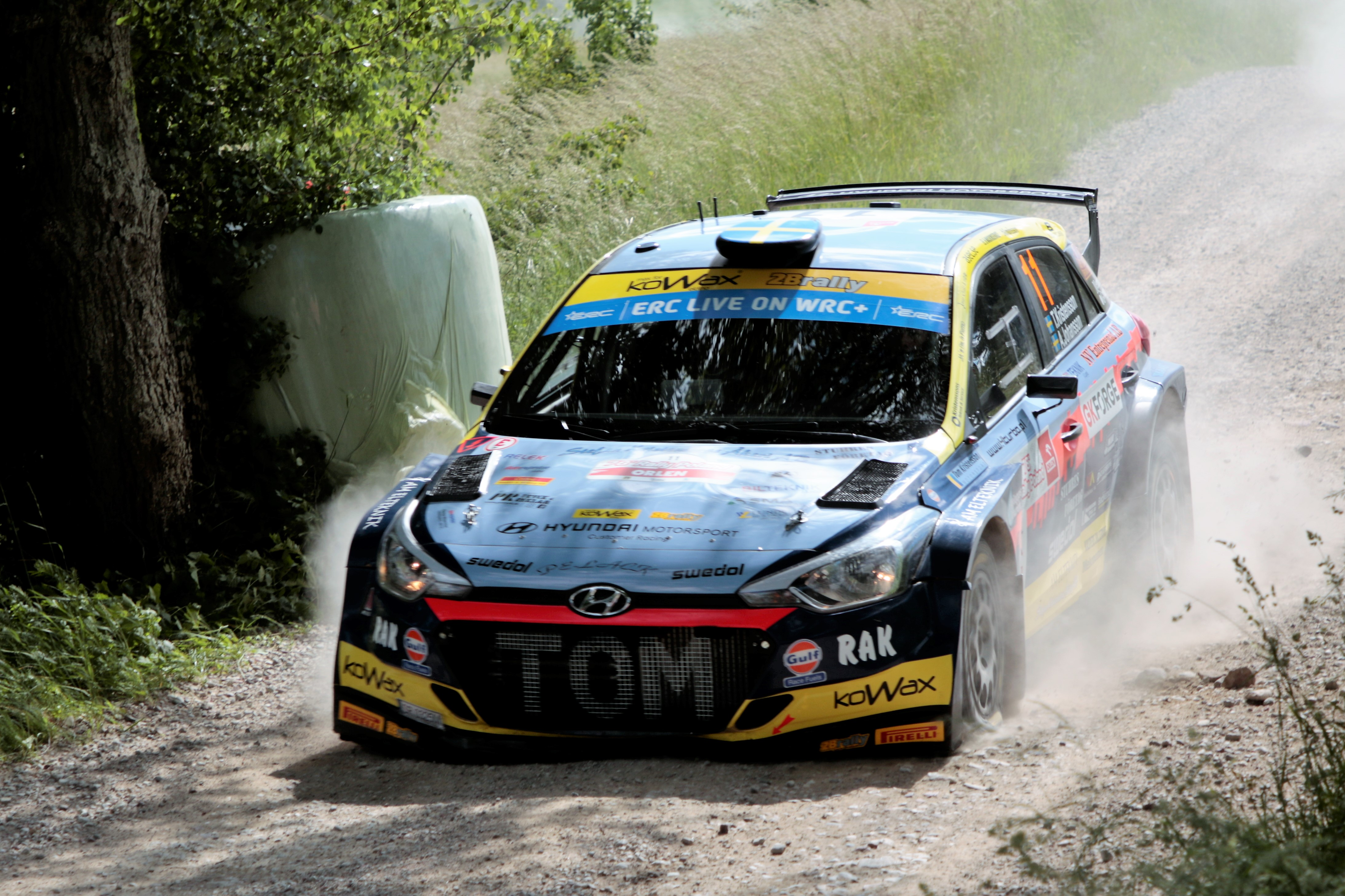
Mistrz Polski sezonu 2022 Szwed Tom Kristensson podczas Rajdu Polski 2022

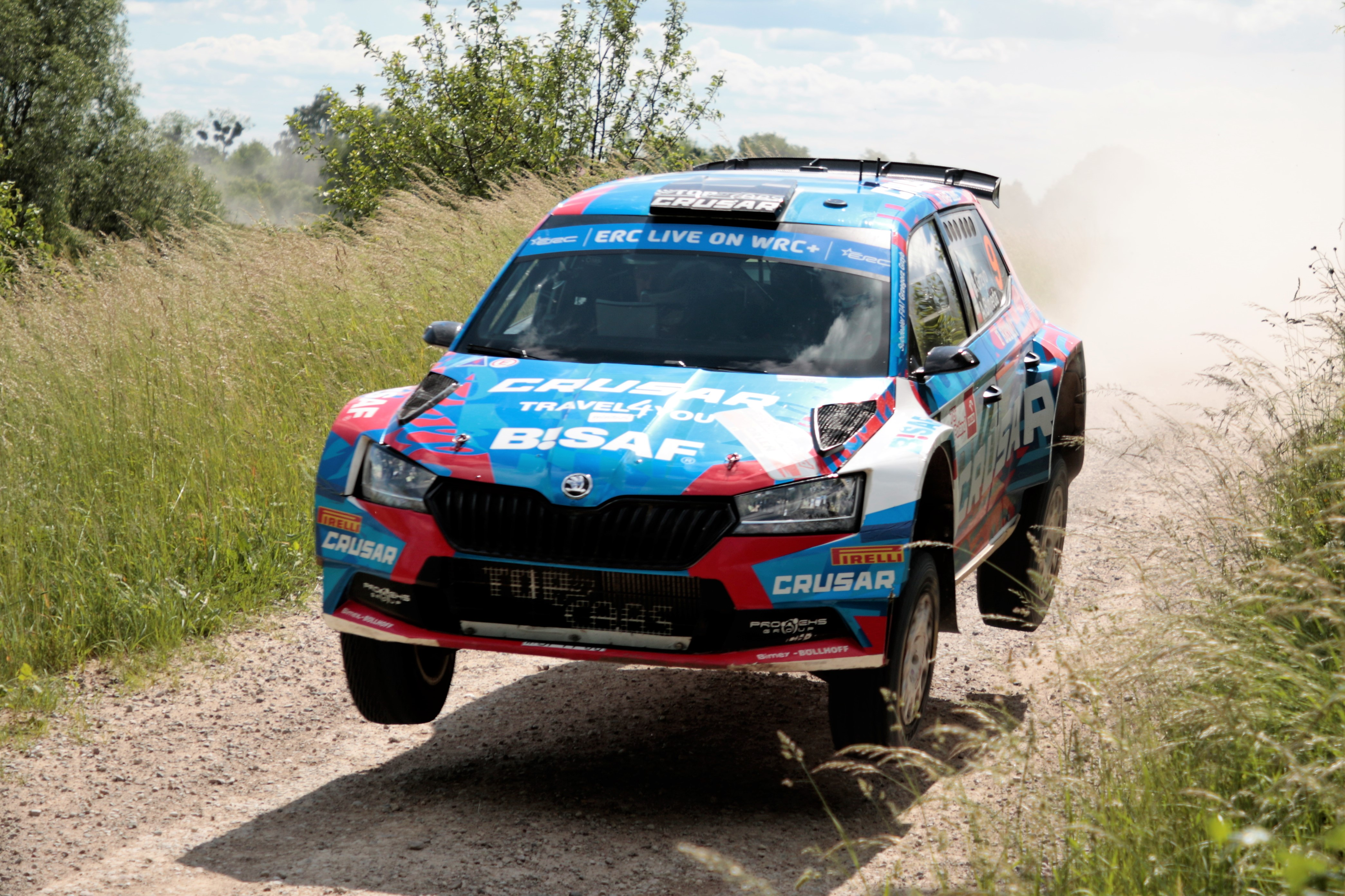
Wicemistrz Polski sezonu 2022 Grzegorz Grzyb podczas Rajdu Polski 2022

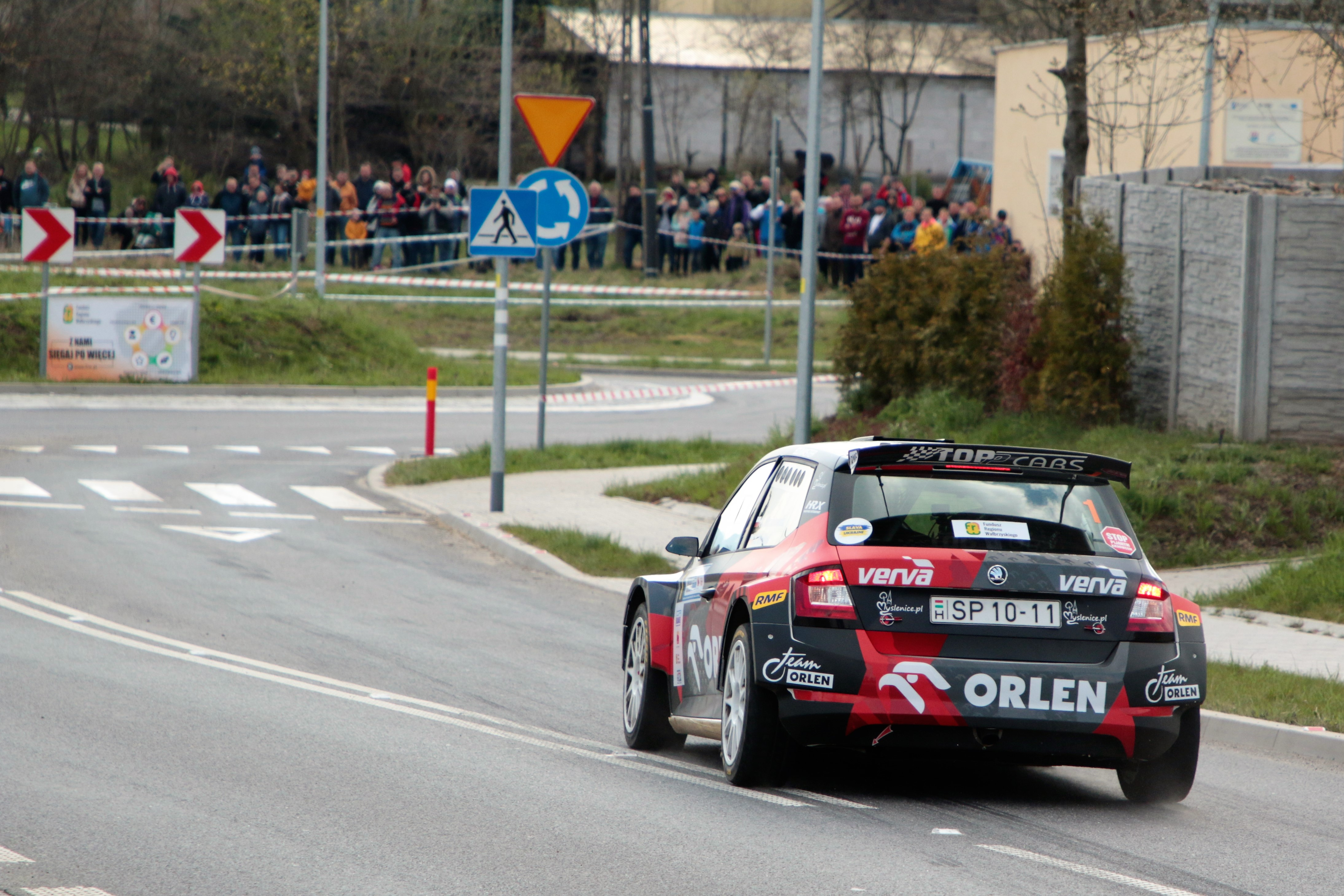
Trzeci zawodnik RSMP 2022 Kacper Wróblewski podczas Rajdu Świdnickiego 2022

Rajdowe Samochodowe Mistrzostwa Polski 2022 to kolejny sezon rajdów samochodowych rozgrywanych w roku 2022, mających na celu wyłonienie najlepszego kierowcy wraz z pilotem na polskich drogach, organizowany przez Polski Związek Motorowy. Rajdowe samochodowe mistrzostwa Polski w roku 2022 miały obejmować dziewięć rund (ostatecznie odbyło się osiem), nowością była prowadzona dodatkowa klasyfikacja wyłaniania mistrzów rajdów szutrowych oraz asfaltowych oprócz prowadzonej klasyfikacji generalnej.
Mistrzem Polski w tym sezonie został Szwed Tom Kristensson jadący samochodem Hyundai i20 R5, który wygrał trzy eliminacje. Drugie miejsce zajął Grzegorz Grzyb na Skodzie Fabia Rally2 evo, dla którego był to trzeci tytuł wicemistrza RSMP w karierze. Trzecie miejsce, po raz pierwszy w karierze, zajął Kacper Wróblewski.

## Kalendarz
W porównaniu do roku 2021, w kalendarzu RSMP 2022 znalazły się dwa nowe rajdy: Rajd Wisły, który powrócił po 6 latach do RSMP i Rajd Podlaski, który debiutuje w tym cyklu.
| Runda | Data                         | Nazwa rajdu               | Baza rajdu | Nawierzchnia | Zwycięzca         |
| ----- | ---------------------------- | ------------------------- | ---------- | ------------ | ----------------- |
| –     | 1–2 kwietnia                 | 9. Rajd Nadwiślański      | –          | Asfalt       | odwołany          |
| 1     | 22–24 kwietnia               | 50. Rajd Świdnicki KRAUSE | Świdnica   | Asfalt       | Kacper Wróblewski |
| 2     | 21–22 maja                   | 41. Rajd Podlaski         | Białystok  | Szuter       | Tom Kristensson   |
| 3     | 10–12 czerwca                | 78. Rajd Polski           | Mikołajki  | Szuter       | Mikołaj Marczyk   |
| 4     | 8–10 lipca                   | Rajd Żmudzi 2022          | Kielmy     | Szuter       | Tom Kristensson   |
| 5     | 4–6 sierpnia                 | 31. Rajd Rzeszowski       | Rzeszów    | Asfalt       | Grzegorz Grzyb    |
| 6     | 9–10 września                | 6. Rajd Śląska            | Chorzów    | Asfalt       | Grzegorz Grzyb    |
| 7     | 30 września – 1 października | 67. Rajd Wisły            | Istebna    | Asfalt       | Tom Kristensson   |
| 8     | 21–23 października           | 48. Rajd Koszyc           | Koszyce    | Asfalt       | Grzegorz Grzyb    |

## Zgłoszeni kierowcy
Poniższa lista zgłoszeń obejmuje tylko zawodników jeżdżących samochodami najwyższej grupy Rally 2 i zarejestrowanych do zdobywania punktów w cyklu RSMP w sezonie 2022.
| Producent  | Samochód               | Kierowca            | Pilot               |
| ---------- | ---------------------- | ------------------- | ------------------- |
| Citroën    | Citroën C3 Rally2      | Michał Tochowicz    | Piotr Białowąs      |
| Citroën    | Citroën DS3 R5         | Marek Temple        | Paweł Kaim          |
| Citroën    | Citroën DS3 R5         | Marek Temple        | Klaudia Temple      |
| Ford       | Ford Fiesta Rally2     | Jarosław Kołtun     | Ireneusz Pleskot    |
| Hyundai    | Hyundai i20 R5         | Tom Kristensson     | Andreas Johansson   |
| Hyundai    | Hyundai i20 R5         | Łukasz Byśkiniewicz | Daniel Siatkowski   |
| Hyundai    | Hyundai i20 R5         | Jarosław Szeja      | Marcin Szeja        |
| Hyundai    | Hyundai i20 R5         | Marcin Słobodzian   | Michał Poradzisz    |
| Škoda      | Škoda Fabia Rally2 evo | Kacper Wróblewski   | Jakub Wróbel        |
| Škoda      | Škoda Fabia Rally2 evo | Grzegorz Grzyb      | Adam Binięda        |
| Škoda      | Škoda Fabia Rally2 evo | Grzegorz Grzyb      | Adrian Sadowski     |
| Škoda      | Škoda Fabia Rally2 evo | Adrian Chwietczuk   | Damian Syty         |
| Škoda      | Škoda Fabia Rally2 evo | Adrian Chwietczuk   | Jarosław Baran      |
| Škoda      | Škoda Fabia Rally2 evo | Maciej Lubiak       | Grzegorz Dachowski  |
| Škoda      | Škoda Fabia Rally2 evo | Sylwester Płachytka | Jacek Nowaczewski   |
| Škoda      | Škoda Fabia Rally2 evo | Łukasz Kabaciński   | Jacek Kuśnierz      |
| Škoda      | Škoda Fabia Rally2 evo | Zbigniew Gabryś     | Krzysztof Janik     |
| Škoda      | Škoda Fabia Rally2 evo | Zbigniew Gabryś     | Daniel Dymurski     |
| Škoda      | Škoda Fabia Rally2 evo | Zbigniew Gabryś     | Michał Marczewski   |
| Škoda      | Škoda Fabia Rally2 evo | Mikołaj Marczyk     | Szymon Gospodarczyk |
| Škoda      | Škoda Fabia Rally2 evo | Daniel Chwist       | Kamil Heller        |
| Škoda      | Škoda Fabia Rally2 evo | Sławomir Sawicki    | Jakub Gerber        |
| Škoda      | Škoda Fabia Rally2 evo | Łukasz Byśkiniewicz | Daniel Siatkowski   |
| Škoda      | Škoda Fabia R5         | Krzysztof Bubik     | Adrian Sadowski     |
| Škoda      | Škoda Fabia R5         | Mariusz Sobótka     | Mateusz Martynek    |
| Volkswagen | Volkswagen Polo GTI R5 | Radosław Typa       | Łukasz Sitek        |
| Volkswagen | Volkswagen Polo GTI R5 | Dariusz Poloński    | Łukasz Sitek        |

## Wyniki
| Runda | Nazwa Rajdu                                      | Podium  | Podium              | Podium                 | Podium    |
| Runda | Nazwa Rajdu                                      | Miejsce | Kierowca            | Samochód               | Czas      |
| ----- | ------------------------------------------------ | ------- | ------------------- | ---------------------- | --------- |
| 1     | Rajd Świdnicki KRAUSE (22–24 kwietnia) — Wyniki  | 1       | Kacper Wróblewski   | Škoda Fabia Rally2 evo | 1:04:26,0 |
| 1     | Rajd Świdnicki KRAUSE (22–24 kwietnia) — Wyniki  | 2       | Grzegorz Grzyb      | Škoda Fabia Rally2 evo | +3,6      |
| 1     | Rajd Świdnicki KRAUSE (22–24 kwietnia) — Wyniki  | 3       | Tom Kristensson     | Hyundai i20 R5         | +36,0     |
|       |                                                  |         |                     |                        |           |
| 2     | Rajd Podlaski (21-22 maja) — Wyniki              | 1       | Tom Kristensson     | Hyundai i20 R5         | 57:33,1   |
| 2     | Rajd Podlaski (21-22 maja) — Wyniki              | 2       | Kacper Wróblewski   | Škoda Fabia Rally2 evo | +50,6     |
| 2     | Rajd Podlaski (21-22 maja) — Wyniki              | 3       | Maciej Lubiak       | Škoda Fabia Rally2 evo | +1:48,8   |
|       |                                                  |         |                     |                        |           |
| 3     | Rajd Polski (10-12 czerwca) — Wyniki             | 1       | Mikołaj Marczyk     | Škoda Fabia Rally2 evo | 1:38:05,4 |
| 3     | Rajd Polski (10-12 czerwca) — Wyniki             | 2       | Tom Kristensson     | Hyundai i20 R5         | +10,0     |
| 3     | Rajd Polski (10-12 czerwca) — Wyniki             | 3       | Grzegorz Grzyb      | Škoda Fabia Rally2 evo | +1:48,0   |
|       |                                                  |         |                     |                        |           |
| 4     | Rajd Żmudzi (8–10 lipca) — Wyniki                | 1       | Tom Kristensson     | Hyundai i20 R5         | 52:15,9   |
| 4     | Rajd Żmudzi (8–10 lipca) — Wyniki                | 2       | Sylwester Płachytka | Škoda Fabia Rally2 evo | +1:02,2   |
| 4     | Rajd Żmudzi (8–10 lipca) — Wyniki                | 3       | Grzegorz Grzyb      | Škoda Fabia Rally2 evo | +1:03,5   |
|       |                                                  |         |                     |                        |           |
| 5     | Rajd Rzeszowski (4–6 sierpnia) — Wyniki          | 1       | Grzegorz Grzyb      | Škoda Fabia Rally2 evo | 1:21:43,6 |
| 5     | Rajd Rzeszowski (4–6 sierpnia) — Wyniki          | 2       | Sylwester Płachytka | Škoda Fabia Rally2 evo | +13,1     |
| 5     | Rajd Rzeszowski (4–6 sierpnia) — Wyniki          | 3       | Kacper Wróblewski   | Škoda Fabia Rally2 evo | +43,4     |
|       |                                                  |         |                     |                        |           |
| 6     | Rajd Śląska (9–10 września) — Wyniki             | 1       | Grzegorz Grzyb      | Škoda Fabia Rally2 evo | 1:01:26,5 |
| 6     | Rajd Śląska (9–10 września) — Wyniki             | 2       | Tom Kristensson     | Hyundai i20 R5         | +17,1     |
| 6     | Rajd Śląska (9–10 września) — Wyniki             | 3       | Kacper Wróblewski   | Škoda Fabia Rally2 evo | +25,8     |
|       |                                                  |         |                     |                        |           |
| 7     | Rajd Wisły (30 września-1 października) — Wyniki | 1       | Tom Kristensson     | Hyundai i20 R5         | 1:12:28,9 |
| 7     | Rajd Wisły (30 września-1 października) — Wyniki | 2       | Grzegorz Grzyb      | Škoda Fabia Rally2 evo | +1:14,4   |
| 7     | Rajd Wisły (30 września-1 października) — Wyniki | 3       | Kacper Wróblewski   | Škoda Fabia Rally2 evo | +2:15,6   |
|       |                                                  |         |                     |                        |           |
| 8     | Rajd Koszyc (21-23 października) — Wyniki        | 1       | Grzegorz Grzyb      | Škoda Fabia Rally2 evo | 1:07:31,4 |
| 8     | Rajd Koszyc (21-23 października) — Wyniki        | 2       | Tom Kristensson     | Hyundai i20 R5         | +1:30,2   |
| 8     | Rajd Koszyc (21-23 października) — Wyniki        | 3       | Dariusz Poloński    | Volkswagen Polo GTI R5 | +2:47,8   |
|       |                                                  |         |                     |                        |           |

1. ↑  Drugie miejsce w klasyfikacji generalnej 41. Rajdu Podlaskiego zajął Litwin Dominykas Butvilas, Kacper Wróblewski w klasyfikacji generalnej zajął trzecie miejsce, a w klasyfikacji RSMP był drugi.
2. ↑  Trzecie miejsce w klasyfikacji generalnej 41. Rajdu Podlaskiego zajął Polak Kacper Wróblewski, Maciej Lubiak w klasyfikacji generalnej zajął siódme miejsce, a w klasyfikacji RSMP był trzeci.
3. ↑  Trzecie miejsce w klasyfikacji generalnej 78. Rajdu Polski zajął Estończyk Ken Torn, Grzegorz Grzyb w klasyfikacji generalnej zajął szóste miejsce, a w klasyfikacji RSMP był trzeci.
4. ↑  Drugie miejsce w klasyfikacji generalnej Rajdu Żmudzi 2022 zajął Litwin Dominykas Butvilas, Sylwester Płachytka w klasyfikacji generalnej zajął czwarte miejsce, a w klasyfikacji RSMP był drugi.
5. ↑  Trzecie miejsce klasyfikacji generalnej Rajdu Żmudzi 2022 zajął Litwin Vladas Jurkevičius, Grzegorz Grzyb w klasyfikacji generalnej zajął piąte miejsce, a w klasyfikacji RSMP był trzeci.
6. ↑  Trzecie miejsce klasyfikacji generalnej 31. Rajdu Rzeszowskiego zajął Czech Erik Cais, Kacper Wróblewski w klasyfikacji generalnej zajął czwarte miejsce, a w klasyfikacji RSMP był trzeci.
7. ↑  Trzecie miejsce klasyfikacji generalnej 48. Rajdu Koszyce zajął Łotysz Mārtiņš Sesks, Dariusz Poloński w klasyfikacji generalnej zajął czwarte miejsce, a w klasyfikacji RSMP był trzeci.

## Klasyfikacja końcowa kierowców RSMP 2022[21]
Punkty otrzymuje 15 pierwszych zawodników, którzy ukończą rajd według klucza:
| Miejsce | 1  | 2  | 3  | 4  | 5  | 6  | 7  | 8  | 9 | 10 | 11 | 12 | 13 | 14 | 15 |
| Punkty  | 30 | 24 | 21 | 19 | 17 | 15 | 13 | 11 | 9 | 7  | 5  | 4  | 3  | 2  | 1  |

Dodatkowe punkty zawodnicy zdobywają za ostatni odcinek specjalny zwany Power Stage, punktowany: za zwycięstwo – 5, drugie miejsce – 4, trzecie – 3, czwarte – 2 i piąte – 1 punkt.
| Miejsce | 1 | 2 | 3 | 4 | 5 |
| Punkty  | 5 | 4 | 3 | 2 | 1 |

W tabeli uwzględniono miejsce, które zajął zawodnik w poszczególnym rajdzie, a w indeksie górnym umieszczono miejsce zajęte na ostatnim, dodatkowo punktowanym odcinku specjalnym tzw. Power Stage.
| Poz. | Kierowca            | Świdnicki | Podlaski | Polski | Żmudzi | Rzeszowski | Śląska | Wisły | Koszyc | Suma punktów |
| ---- | ------------------- | --------- | -------- | ------ | ------ | ---------- | ------ | ----- | ------ | ------------ |
| 1    | Tom Kristensson     | 3         | 1        | 21     | 1      | 74         | 23     | 1     | 21     | 229          |
| 2    | Grzegorz Grzyb      | 2         | 5        | 3      | 35     | 13         | 1      | 23    | 1      | 221          |
| 3    | Kacper Wróblewski   | 1         | 23       |        | 53     | 31         | 32     | 32    |        | 158          |
| 4    | Zbigniew Gabryś     | 5         | 6        | NU     | 7      | 6          | 4      | 4     |        | 98           |
| 5    | Maciej Lubiak       | 6         | 34       | 5      | 6      | NU         |        |       |        | 71           |
| 6    | Łukasz Byśkiniewicz | 7         | 8        | NU     | 8      | 5          | NU     | 54    |        | 71           |
| 7    | Sylwester Płachytka | 84        | NU       |        | 2      | 2          | NU     |       |        | 69           |
| 8    | Kamil Bolek         | 12        | 9        | 11     | 9      | 10         | 7      | 6     |        | 62           |
| 9    | Jacek Sobczak       | 9         | 14       |        |        | 8          | 5      | 105   |        | 47           |
| 10   | Adam Sroka          | 10        | NU       | 7      | 12     | 16         | 10     | 7     |        | 44           |
| 11   | Rafał Kwiatkowski   | 11        |          | 14     | 11     | 17         | 9      | 14    | 5      | 41           |
| 12   | Jarosław Szeja      | 45        | NU       |        |        | 45         | NU     | NU    |        | 40           |
| 13   | Dariusz Poloński    | 16        |          |        |        | 9          | NU     | NU    | 3      | 33           |
| 14   | Marcin Kowal        | 21        | NU       | 13     | 13     | 15         | 20     | 8     | 6      | 33           |
| 15   | Marek Roefler       | 42        | 10       |        | 10     | 27         |        | NU    | 7      | 27           |
| 16   | Błażej Gazda        | 14        | NU       | 10     |        | 13         | 12     | 15    | 9      | 26           |
| 17   | Michał Tochowicz    | NU        |          | 8      |        | NU         | 85     | 19    | NU     | 23           |
| 18   | Grzegorz Bonder     | 18        | 12       |        | 15     | 12         | 13     | 30    | 8      | 23           |
| 19   | Marek Nowak         | 13        |          | NU     | 14     | NU         | 14     | 9     | NU     | 16           |
| 20   | Gracjan Predko      | NU        | 11       | 9      |        | NU         |        |       |        | 14           |
| 21   | Jakub Matulka       |           |          |        |        | NU         | NU     | 11    | 10     | 12           |
| 22   | Tomasz Ociepa       | 26        | 13       | 12     |        | 19         | 21     | 22    |        | 7            |
| 23   | Paweł Latos         |           | 18       | 17     | NU     |            |        |       | 11     | 5            |
| 24   | Artur Długosz       |           |          |        | 18     | 22         | NU     | 12    |        | 4            |
| 25   | Balbina Gryczyńska  |           |          |        | 21     | 18         | 26     | 13    | NU     | 3            |
| 26   | Paweł Grzywacz      | 27        |          | 15     | 17     | 25         |        |       |        | 1            |
| 27   | Dawid Smółka        |           |          |        |        |            | 15     | 24    |        | 1            |
| NK   | Piotr Parys         |           |          |        |        | 11         | 64     |       | 4      | 43           |
| NK   | Adrian Chwietczuk   |           |          | 4      | 42     |            |        |       |        | 40           |
| NK   | Mikołaj Marczyk     |           |          | 12     |        |            |        |       |        | 34           |
| NK   | Krzysztof Bubik     |           | 42       |        |        |            |        |       |        | 23           |
| NK   | Daniel Chwist       |           |          | 64     |        |            |        |       |        | 17           |
| NK   | Radosław Typa       |           | 75       | NU     |        |            |        |       |        | 14           |
| NK   | Artur Równiatka     | 15        |          |        |        | 14         | 11     |       |        | 8            |
| NK   | Rafał Kulka         |           |          |        |        |            | 24     | 25    | 12     | 4            |
| NK   | Sebastian Teter     |           | 15       |        |        |            |        |       |        | 1            |
| Poz. | Kierowca            | Świdnicki | Podlaski | Polski | Żmudzi | Rzeszowski | Śląska | Wisły | Koszyc | Suma punktów |

| Kolor     | Opis                   |
| --------- | ---------------------- |
| Złoty     | Zwycięzca              |
| Srebrny   | 2 miejsce              |
| Brązowy   | 3 miejsce              |
| Zielony   | Punktowane miejsce     |
| Niebieski | Ukończył nie punktował |
| Fioletowy | Nie ukończył NU        |
| Fioletowy | Nie klasyfikowany NK   |
| Czarny    | Wykluczony X           |
| Biały     | Nie wystartował NW     |
| Puste     | Nie brał udziału       |

## Statystyki sezonu 2022[22]
Zwycięzcy odcinków specjalnych:
| Lp. | Kierowca            | Liczba |
| --- | ------------------- | ------ |
| 1   | Tom Kristensson     | 42     |
| 2   | Grzegorz Grzyb      | 21     |
| 3   | Mikołaj Marczyk     | 9      |
| 4   | Kacper Wróblewski   | 8      |
| 5   | Sylwester Płachytka | 5      |
| 6   | Jarosław Szeja      | 3      |
| 7   | Łukasz Byśkiniewicz | 2      |
| 8   | Zbigniew Gabryś     | 1      |
| 8   | Maciej Lubiak       | 1      |
| 8   | Dariusz Poloński    | 1      |

Liderzy rajdu:
| Lp. | Kierowca            | Liczba |
| --- | ------------------- | ------ |
| 1   | Grzegorz Grzyb      | 33     |
| 2   | Tom Kristensson     | 27     |
| 3   | Mikołaj Marczyk     | 13     |
| 4   | Kacper Wróblewski   | 3      |
| 5   | Jarosław Szeja      | 2      |
| 6   | Zbigniew Gabryś     | 1      |
| 6   | Sylwester Płachytka | 1      |

## Zwycięzcy klas, zespoły i kluby

### Asfaltowe Rajdowe Mistrzostwa Polski 2022[23]
W tabeli uwzględniono miejsce, które zajął zawodnik w poszczególnym rajdzie, a w indeksie górnym umieszczono miejsce zajęte na ostatnim, dodatkowo punktowanym odcinku specjalnym tzw. Power Stage. 
| Poz. | Kierowca          | Świdnicki | Rzeszowski | Śląska | Wisły | Koszyc | Suma punktów |
| ---- | ----------------- | --------- | ---------- | ------ | ----- | ------ | ------------ |
| 1    | Grzegorz Grzyb    | 2         | 13         | 1      | 23    | 1      | 158          |
| 2    | Tom Kristensson   | 3         | 74         | 23     | 1     | 21     | 130          |
| 3    | Kacper Wróblewski | 1         | 31         | 32     | 32    |        | 111          |

### Szutrowe Rajdowe Mistrzostwa Polski 2022[24]
W tabeli uwzględniono miejsce, które zajął zawodnik w poszczególnym rajdzie, a w indeksie górnym umieszczono miejsce zajęte na ostatnim, dodatkowo punktowanym odcinku specjalnym tzw. Power Stage. 
| Poz. | Kierowca        | Podlaski | Polski | Żmudzi | Suma punktów |
| ---- | --------------- | -------- | ------ | ------ | ------------ |
| 1    | Tom Kristensson | 1        | 21     | 1      | 99           |
| 2    | Grzegorz Grzyb  | 5        | 3      | 35     | 63           |
| 3    | Maciej Lubiak   | 34       | 5      | 6      | 56           |

### Punktacja RSMP - Klasyfikacja 2WD[25]
| Miejsce | Kierowca        | Pilot         | Punkty |
| ------- | --------------- | ------------- | ------ |
| 1       | Adam Sroka      | Patryk Kielar | 185    |
| 2       | Jacek Sobczak   |               | 151    |
| 3       | Grzegorz Bonder | Kamil Heller  | 149    |

### Punktacja RSMP - Klasyfikacja w klasie 2[26]
| Miejsce | Kierowca          | Pilot             | Punkty |
| ------- | ----------------- | ----------------- | ------ |
| 1       | Tom Kristensson   | Andreas Johansson | 229    |
| 2       | Grzegorz Grzyb    | Adam Binięda      | 221    |
| 3       | Kacper Wróblewski | Jakub Wróbel      | 158    |

### Punktacja RSMP - Klasyfikacja w klasie 3[27]
| Miejsce | Kierowca      | Pilot               | Punkty |
| ------- | ------------- | ------------------- | ------ |
| 1       | Kamil Bolek   | Łukasz Jastrzębski  | 243    |
| 2       | Marcin Kowal  | Sebastian Lenkowski | 204    |
| 3       | Marek Roefler | Marek Bała          | 29     |

### Punktacja RSMP - Klasyfikacja w klasie 4[28]
| Miejsce | Kierowca        | Pilot             | Punkty |
| ------- | --------------- | ----------------- | ------ |
| 1       | Adam Sroka      | Patryk Kielar     | 201    |
| 2       | Grzegorz Bonder | Kamil Heller      | 181    |
| 3       | Błażej Gazda    | Maciej Mikuliszyn | 154    |

### Punktacja RSMP - Klasyfikacja w klasie 4R2[29]
| Miejsce | Kierowca         | Pilot            | Punkty |
| ------- | ---------------- | ---------------- | ------ |
| 1       | Adam Rachfał     | Paweł Pochroń    | 121    |
| 2       | Artur Długosz    |                  | 97     |
| 3       | Hubert Kowalczyk | Jarosław Hryniuk | 59     |

### Punktacja RSMP - Klasyfikacja w klasie NAT2[30]
| Miejsce | Kierowca          | Pilot           | Punkty |
| ------- | ----------------- | --------------- | ------ |
| 1       | Rafał Kwiatkowski | Jacek Zieliński | 207    |
| 2       | Tomasz Ociepa     | Kamil Kozdroń   | 177    |
| 3       | Marek Roefler     | Marek Bała      | 109    |

### Punktacja RSMP - Klasyfikacja w klasie NAT3[31]
| Miejsce | Kierowca        | Pilot           | Punkty |
| ------- | --------------- | --------------- | ------ |
| 1       | Jacek Sobczak   |                 | 174    |
| 2       | Dawid Smółka    | Krzysztof Mazur | 110    |
| 3       | Sebastian Teter |                 | 91     |

### Punktacja RSMP - Klasyfikacja w klasie NAT4[32]
| Miejsce | Kierowca      | Pilot          | Punkty |
| ------- | ------------- | -------------- | ------ |
| 1       | Paweł Latos   | Dominik Ragiel | 97     |
| 2       | Rafał Kulka   | Aneta Marcol   | 88     |
| 3       | Jakub Matulka |                | 70     |

### Punktacja RSMP - Klasyfikacja w klasie HR2[33]
| Miejsce | Kierowca       | Pilot                   | Punkty |
| ------- | -------------- | ----------------------- | ------ |
| 1       | Paweł Grzywacz | Błażej Czekan           | 160    |
| 2       | Filip Stopa    | Rafał Ślęczka           | 99     |
| 3       | Paweł Ferdek   | Justyna Kurowska-Ferdek | 63     |

### Punktacja RSMP - Klasyfikacja w klasie HR3[34]
| Miejsce | Kierowca          | Pilot        | Punkty |
| ------- | ----------------- | ------------ | ------ |
| 1       | Arkadiusz Kula    |              | 69     |
| 2       | Kamil Bronikowski | Tomasz Tkacz | 64     |

### Punktacja RSMP - Klasyfikacja w klasie HR4[35]
| Miejsce | Kierowca            | Pilot         | Punkty |
| ------- | ------------------- | ------------- | ------ |
| 1       | Paweł Szczotka      | Adam Janiszyn | 167    |
| 2       | Mateusz Kokoszka    | Łukasz Szwed  | 97     |
| 3       | Andrzej Kaczmarczyk | Paweł Janicki | 52     |

### Punktacja RSMP - Punktacja RSMP - Klasyfikacja klubowa[36]
| Miejsce | Klub                    | Punkty |
| ------- | ----------------------- | ------ |
| 1       | Automobilklub Polski    | 672    |
| 2       | G4 Sport Club           | 412    |
| 3       | Automobilklub Krakowski | 400    |

### Punktacja RSMP - Punktacja RSMP - Klasyfikacja Zespołów Sponsorskich[37]
| Miejsce | Klub                 | Punkty |
| ------- | -------------------- | ------ |
| 1       | KOWAX 2BRALLY RACING | 378    |
| 2       | RALLYTECHNOLOGY      | 256    |
| 3       | APR MOTORSPORT       | 171    |

### Punktacja RSMP - Puchar Debiutanta[38]
| Miejsce | Kierowca          | Pilot             | Punkty |
| ------- | ----------------- | ----------------- | ------ |
| 1       | Aleksander Ciuksa |                   | 63     |
| 2       | Sergiusz Janowski | Krzysztof Grzenia | 35     |

### Punktacja RSMP - Puchar RallyN - klasyfikacja w klasie RN1[39]
| Miejsce | Kierowca       | Pilot                | Punkty |
| ------- | -------------- | -------------------- | ------ |
| 1       | Kamil Kawalec  | Sebastian Krzyżowski | 70     |
| 2       | Olaf Jeziorski |                      | 35     |
| 3       | Tomasz Wilk    | Marcin Borycki       | 28     |

### Punktacja RSMP - Puchar RallyN - klasyfikacja w klasie RN3[40]
| Miejsce | Kierowca  | Pilot    | Punkty |
| ------- | --------- | -------- | ------ |
| 1       | Ł. Godula | D. Nowak | 105    |
| 2       | D. Uchyła |          | 28     |